# Telmatactis roseni
Telmatactis roseni är en havsanemonart som först beskrevs av Watzl 1922.  Telmatactis roseni ingår i släktet Telmatactis och familjen Isophelliidae. Inga underarter finns listade i Catalogue of Life.